# 湘南ドルフィンズ・マーチングバンド
湘南ドルフィンズ・マーチングバンド（しょうなんドルフィンズ・マーチングバンド、 Shonan Dolphins Marching band）は、日本の神奈川県藤沢市を拠点とした、小学生のみで構成されるマーチングバンドである。

## 概要
本クラブの前身は、藤沢市立本町小学校にて1970年（昭和45年）前後に発足した本町小学校トランペット鼓隊である。1994年（平成6年）に「地域・学校・家庭」が連携して運営する地域のクラブとして再出発を果たした。所属メンバーは藤沢市を中心とした地域の小学生で構成されており、現在では公立、私立合わせて36校の小学生が所属している。
小学生で構成されるマーチングバンドの多くは、自身達が通う小学校が母体であり、学業の延長線上にあるクラブ活動の一環として行われている。そのため、練習場所には小学校内の施設を利用し、また遠くから生徒が集まる必要がなく、授業の後に即練習に入れるなどのメリットがあり、マーチングバンド・バトントワーリング全国大会に参加する小学生チームのほとんどが毎日練習をしている。しかしながら、本クラブは地域や家庭が母体であり、複数の小学校から集まった小学生によって構成されているため、練習場所の多くは地元地域の協力を得て、野外の公共施設を借りることで練習を行っている。また、あくまでも学業中心を貫き、夏休みや冬休みを含め、練習は週末に集中して行われる。2010年（平成22年）に行われた第38回マーチングバンド・バトントワーリング全国大会では、小学生の部・マーチングバンド部門（大編成）に出場した15団体中、唯一小学校名以外でエントリーしたチームとなった。
日本マーチングバンド・バトントワーリング協会に加盟しており、同関東支部であるNPO法人神奈川県マーチングバンド・バトントワーリング連盟に所属している。同協会が定める「小学生の部（大編成：指揮者を含め51名以上）」に相当し、2019年8月現在演技者93名、引率5名、補助7名の計111名となり、小学生部門のマーチングバンドとしては日本最大の構成員数を誇る。
2008年（平成20年）の「第36回マーチングバンド・バトントワーリング全国大会　小学生の部・マーチングバンド部門（大編成）」で全国大会に初出場し、銀賞受賞。翌年の第37回でも銀賞を受賞した。
2010年（平成22年）12月18日、さいたまスーパーアリーナで開かれた「第38回マーチングバンド・バトントワーリング全国大会　小学生の部・マーチングバンド部門（大編成）」において、各地方大会から選ばれた小学生チーム26代表の中、金賞5チームの中でも最高得点を挙げ、事実上の全国1位の座を獲得した。
2011年（平成23年）1月20日、テレビ神奈川の報道番組ニュース930にて「藤沢の小学生マーチングバンドが日本一」という題で特集が組まれ、約7分間程、本クラブが紹介された。
また、テレビ朝日の音楽番組ミュージックステーションでは、「BIRTH YEAR SONGS」のコーナーで本クラブが紹介された。
地元イベントにも参加しており、2009年（平成21年）5月3日に横浜市中区で開かれた国際仮装行列「第57回ザよこはまパレード」キッズの部で大賞に選ばれている。

## 所在地
- 神奈川県藤沢市本町三丁目8番地21

交通
- 鉄道
  - 藤沢本町駅（小田急電鉄江ノ島線） - 徒歩で約4分

- バス
  - 台町（神奈川中央交通）